# Алжиро-израильские отношения
Израильско-алжирские отношения — настоящие и исторические двусторонние дипломатические и иные отношения между Алжиром и Израилем. В настоящее время два государства не имеют официальных дип. отношений, так как Алжир не признает Израиль.
Алжир отказывает во въезде на свою территорию любому гражданину с израильским паспортом или если в паспорте третьей страны стоит израильская виза или штамп. Алжир также запрещает своим гражданам посещать Израиль.

## История
Алжир никогда не признавал Израиль, а в 1967 году во время Шестидневной войны отправил символический батальон для сражения на стороне арабских стран, напавших на Израиль.
В июле 1968 года террористы захватили самолёт израильской авиакомпании «Эль Аль», который вылетел из Рима, и направили его в Алжир. В течение нескольких недель Израиль вел переговоры с Алжиром с целью отпустить заложников. Через 40 дней под сильным давлением мировой общественности пассажиры были отпущены в Израиль.
В 1973 году во время Войны Судного дня Алжир направил на помощь Египту большой экспедиционный корпус, состоящий из трёх эскадронов перехватчиков и нападающих, артиллерии и сухопутных войск. Он также помогал Египту, переводя иностранную валюту для ведения войны против Израиля и закупки новых вооружений.
В середине 1990-х годов, когда Израиль и государства северной Африки понемногу начинали налаживать дипломатические отношения после подписания соглашений в Осло, Алжир оставался одной из последних стран, рассматривавших такой ход и отвергал все попытки налаживания контактов со стороны Израиля. Только когда израильский премьер-министр Эхуд Барак встретился с алжирским президентом Абдель Азизом Бутефликой на похоронах короля Марокко Хасана II 25 июля 1999 года, были сообщения о том, что государства могут сблизиться. Однако, контакты прекратились по инициативе Алжира с началом второй интифады.
Есть сообщения о том, что в 2000-х годах были контакты между двумя государствами в военной и экономической сферах. Расследование террористических сетей привело к тому, что разведки двух стран сотрудничали вместе. Посланники президента Бутефлики проводили секретную встречу в Италии с Дани Ятомом, бывшим главой Моссада. Кроме того, израильские компании несколько лет поставляют в алжирские больницы лекарство и оборудование.
В 2006 году представители Израиля и Алжира вместе приняли участие в совместной конференции НАТО и стран южного и восточного Средиземноморья. В конференции также участвовали представители Туниса, Марокко, Мавритании, Египта и Иордании.
Летом 2016 года израильский премьер Нетаньяху, занимающий также пост главы МИДа, представил карту мира, на которой страны обозначены разным цветом в зависимости от их враждебности к Израилю. Алжир на этой карте представлен зелёным цветом, что означает, что Израиль не рассматривает эту страну как угрожающую существованию еврейского государства.
В конце августа 2017 года стало известно о том, что «Алжирский комитет против сионизма» пытается сорвать саммит Африка-Израиль, намеченный на конец октября того же года. Глава этого движения Халид бин Исмаил призывал африканские страны выступить против нормализации отношений с еврейским государством.
В декабре 2020 года Алжир и Тунис закрыли своё воздушное пространство для пролёта израильского самолёта авиакомпании Эль Аль, направлявшегося в Марокко для подписания соглашения о восстановлении дипломатических отношений.
В августе 2021 года алжирское правительство обвинило Израиль и Марокко в поддержке группировок, ответственных за массовые пожары в стране.

## Евреи в Алжире
В Алжире проживала еврейская община, однако евреи были изгнаны из этой страны в 1962 году.
Одними из представителей алжирских евреев являлись пианист и музыкант Морис эль-Медиони (1928—2024), а также его дядя Мессауд эль-Медиони (1886—1943), переехавший в Марсель, схваченный нацистами и погибший в концлагере «Собибор».
Reinette L’Oranaise (1918—1998) — алжирская еврейка, которая работала над сохранением культурного наследия андалузской классической музыки и распространением информации об этом жанре среди европейского слушателя.